# Quinta Lezica

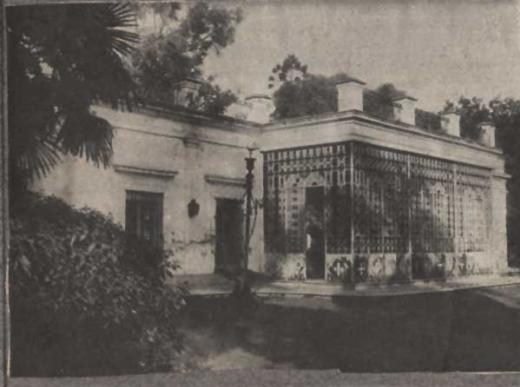
La casa de la Quinta Lezica hacia 1890.

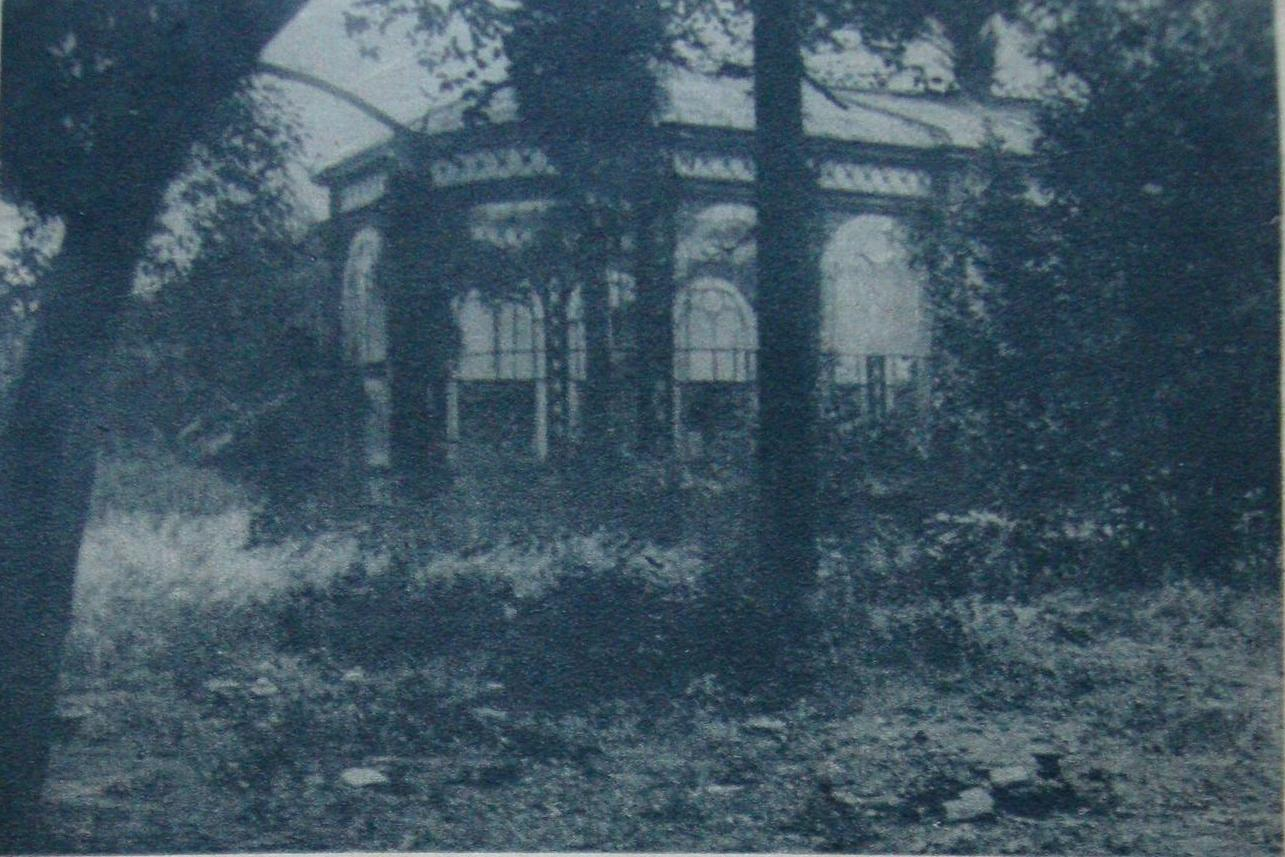
El invernadero y el predio abandonados de la Quinta Lezica.

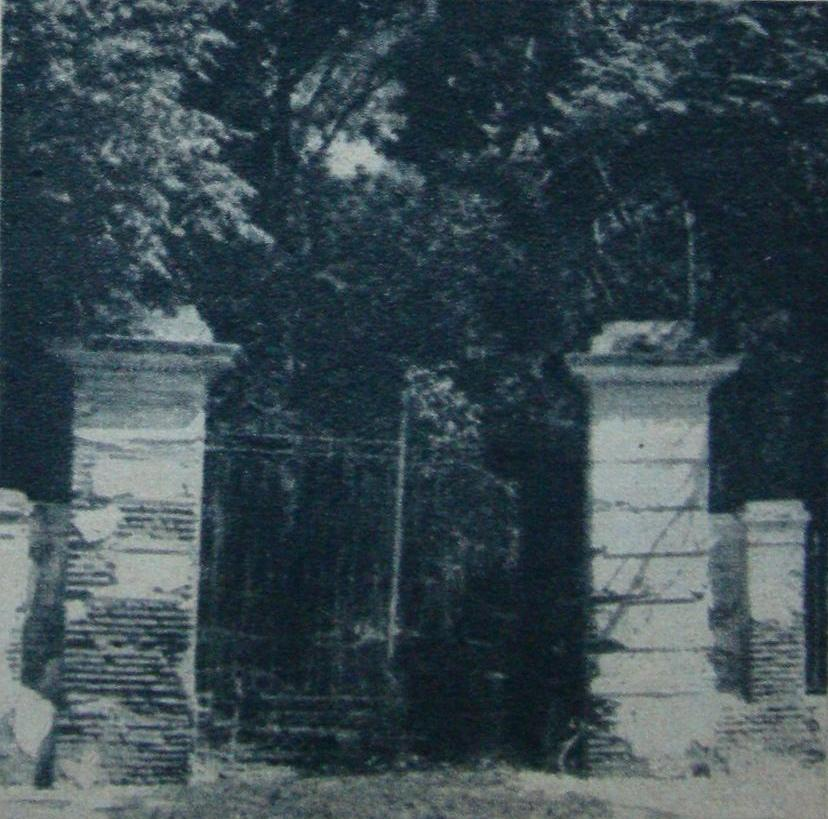
El portón de la Quinta Lezica, en ruinas, antes de su demolición.

La Quinta Lezica fue una quinta de propiedad del rico comerciante y político Ambrosio Plácido de Lezica, ubicada en una superficie triangular limitada por las actuales Avenida Rivadavia, Avenida La Plata y la calle Rosario, y donde actualmente con un área reducida se encuentra el Parque Rivadavia, área pública verde del barrio de Caballito, de la Ciudad de Buenos Aires, Argentina.

## Historia

### Nacimiento
En 1846 Ambrosio Plácido de Lezica, comerciante, político y uno de los hombres más ricos de la Argentina de entonces, adquirió un lote de terreno de forma triangular cuyos límites eran las actuales avenidas Rivadavia, La Plata y la calle Rosario, en la Ciudad de Buenos Aires. Más tarde, hacia 1860, comenzó a construir sobre el lugar una quinta que fue una finca de recreo familiar al estilo de las muchas que por esos años se levantaban en la zona.
La quinta gozaba de una inmejorable ubicación debido a que tenía su frente sobre el incipiente camino a San José de Flores y, a sus lados, se hallaban dos pulperías muy reputadas en la época: La de Martínez, por el este y, hacia el oeste, la de Nicolás Vila, conocida en la zona por su veleta con la figura de un caballo, que luego daría nombre al barrio de Caballito.
El predio estaba limitado sobre la actual Avenida Rivadavia por un muro de mampostería, con pilares que enmarcaban varios tramos de reja artística. La vivienda en sí, contaba con un amplio vestíbulo construido con una estructura metálica y un cerramiento con vidrios de colores, que escondía parte de la fachada. Construida con gruesos muros de mampostería, podía apreciarse desde el frente, el ritmo impuesto por pilares que marcaban las aberturas. 
Construcción lujosa para la época, contaba además con amplias dependencias de servicio, una enorme cochera, un invernadero calefaccionado, una noria (esta última se conserva en la actualidad en su emplazamiento original dentro del Parque Rivadavia y un lago artificial.
La casa fue residencia permanente de la familia desde 1871 y durante el periodo en que la fiebre amarilla asoló Buenos Aires. Por esa época la familia acostumbraba dar fiestas y tertulias a las que asistían frecuentemente personalidades de la época como el presidente Domingo Faustino Sarmiento, quien -en su esfuerzo por introducir las buenas costumbres de la forestación en Argentina- regaló a Lezica uno de los siete ejemplares de eucalipto que había hecho traer desde Australia, para que lo haga plantar en el parque de la quinta.
El fallecimiento de don Ambrosio Lezica, ocurrido en diciembre de 1881, dio lugar a un periodo de incertidumbre económica en la familia. A partir de entonces, se despidió al personal de servicio y se dejó de habitar la quinta. Mientras, lentamente, los alrededores se iban urbanizando, la casa sufría los deterioros propios del paso del tiempo. Hacia 1900, estaba totalmente abandonada y el parque se encontraba arruinado.

### Fin de la quinta e inicio del parque
En 1908, la viuda de Ambrosio Lezica, Rosa, encomendó a su hijo menor, Ángel, la venta de lo que quedaba de las propiedades familiares, incluida la quinta de Caballito. La propiedad le fue ofrecida a la Municipalidad, pero no se llegó a un acuerdo. 
En diciembre del año 1927, después de varios intentos de comprar la propiedad con el objetivo de parquizar el terreno, el municipio dictó una ley de expropiación para la Quinta Lezica. Los Lezica, aviniéndose a la expropiación, solicitaron que, en el futuro, el lugar conservara su nombre.
Mediante la Ordenanza N° 2702, a partir del 10 de julio de 1928, el terreno -reducido- se convirtió en plaza.
Sin embargo, una vez realizados los trabajos de remodelación sobre un diseño del paisajista Carlos Thays, el paseo se llamó Parque Rivadavia (nombre que antes se le dio al actual Parque Florentino Ameghino del barrio de Parque Patricios).